# 宮原厚次
宮原 厚次（みやはら あつじ、1958年12月20日 - ）は、鹿児島県曽於郡大隅町（現曽於市）出身の元アマチュアレスリング選手で現在は元自衛隊所属の日本代表コーチ。2014年12月20日定年退官。最終階級は一等陸佐。1984年ロサンゼルスオリンピック男子レスリンググレコローマンスタイル52kg級金メダリスト。